# Góis (freguesia)
Pour les articles homonymes, voir Gois.
Góis est une paroisse civile portugaise (en portugais : freguesia) de la municipalité de Góis dans le district et la région de Coimbra.

## Géographie
Góis est au cœur de la municipalité du même nom, dans le centre du Portugal.
Le village de Góis est situé dans la vallée de la rivière Ceira (pt), affluent du Mondego qui arrose la paroisse d'est en nord-ouest.

## Histoire
Góis (ou Goes) est mentionnée depuis au moins le XIe siècle. La ville reçoit une charte de Manuel Ier en 1516.

## Démographie
Lors du recensement de 2021, Góis compte 1 874 habitants. C'est ainsi la paroisse la plus peuplée de la municipalité homonyme, qui regroupe 3 811 habitants au sein de quatre paroisses.

## Patrimoine
Le patrimoine de Góis comprend plusieurs monuments protégés :
- l'église Santa Maria Maior fondée en 1415, ruinée par le tremblement de terre de 1755, reprise au XIXe siècle (façade et clocher de style rococo tardif) et classée monument national en 1910[3] ;
- le Palais du conseil (Paços do Concelho) ou Casa da Quinta, manoir du XVIIe siècle classé immeuble d'intérêt public en 1924, où est implantée la mairie de Góis[4] ;
- le pont sur la rivière Ceira de 1533, composé de trois arcs brisés en pierre de taille et classé immeuble d'intérêt public en 1974[5] ;
- la chapelle São Sebastião du XVIIIe siècle, de forme hexagonale et située à l'extrémité du pont, classée immeuble d'intérêt public en 1978[5] ;
- le manoir de la Quinta da Capela, classé immeuble d'intérêt public en 1997[6] ;
- le Sede da Comissão de Melhoramentos das Aigras à Aigra Nova, maison typique de la fin du XIXe siècle classée immeuble d'intérêt municipal[7].

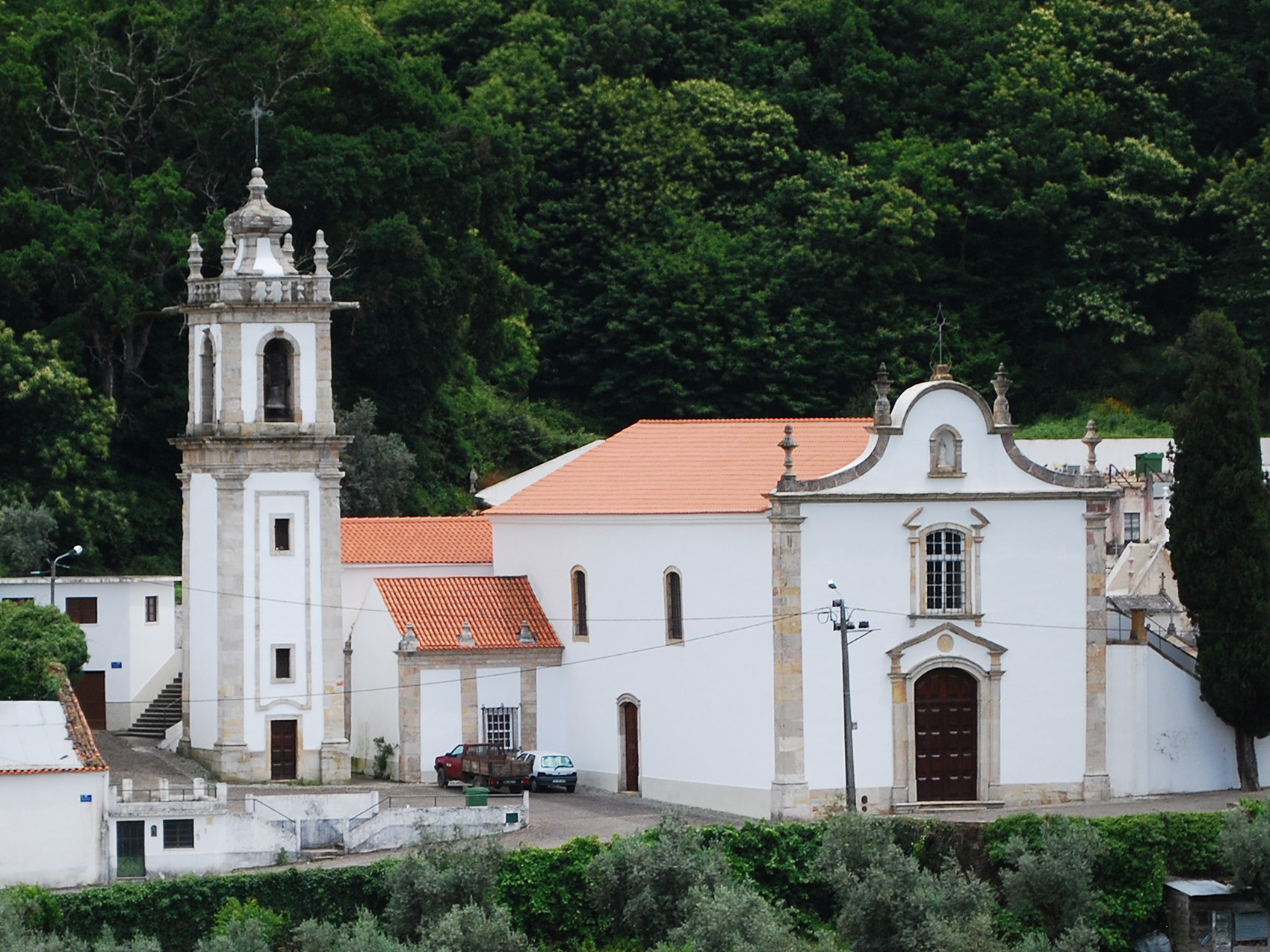
L'église Santa Maria Maior.
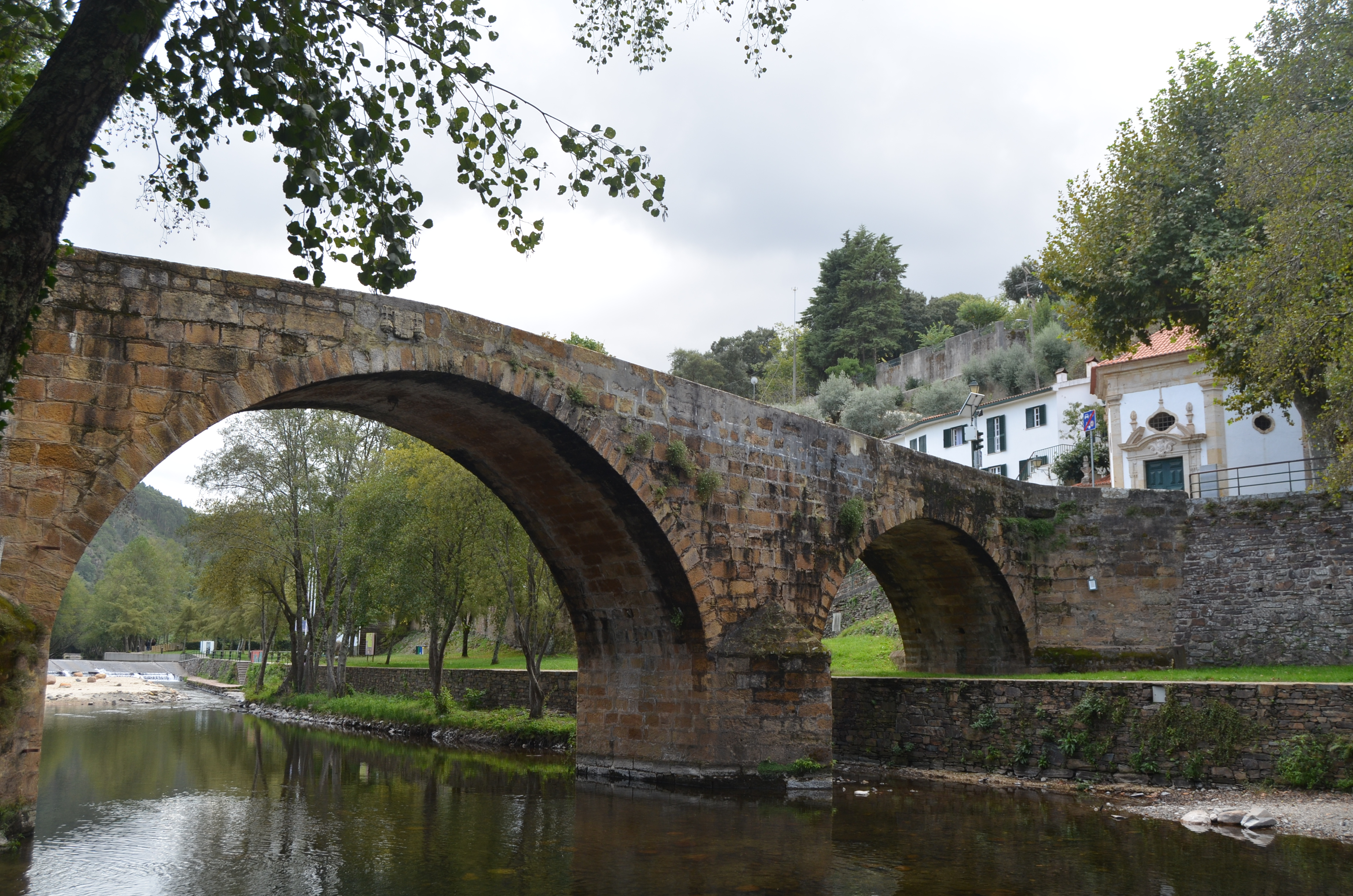
Le pont sur la Ceira.
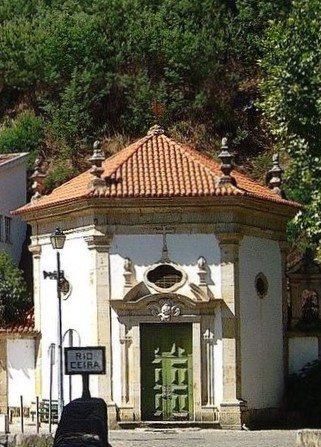
La chapelle São Sebastião.